# 見台

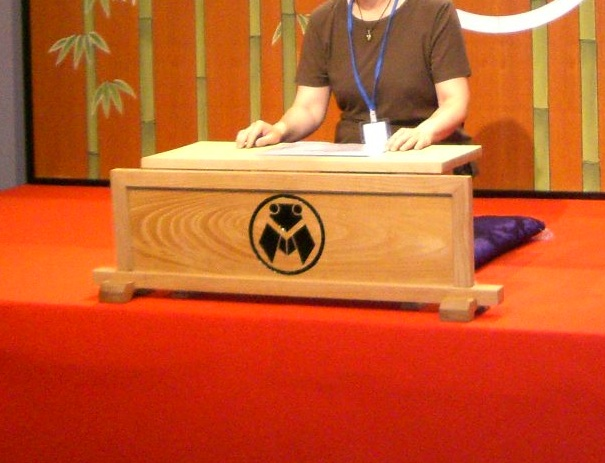
上方落語で使用される見台および膝隠

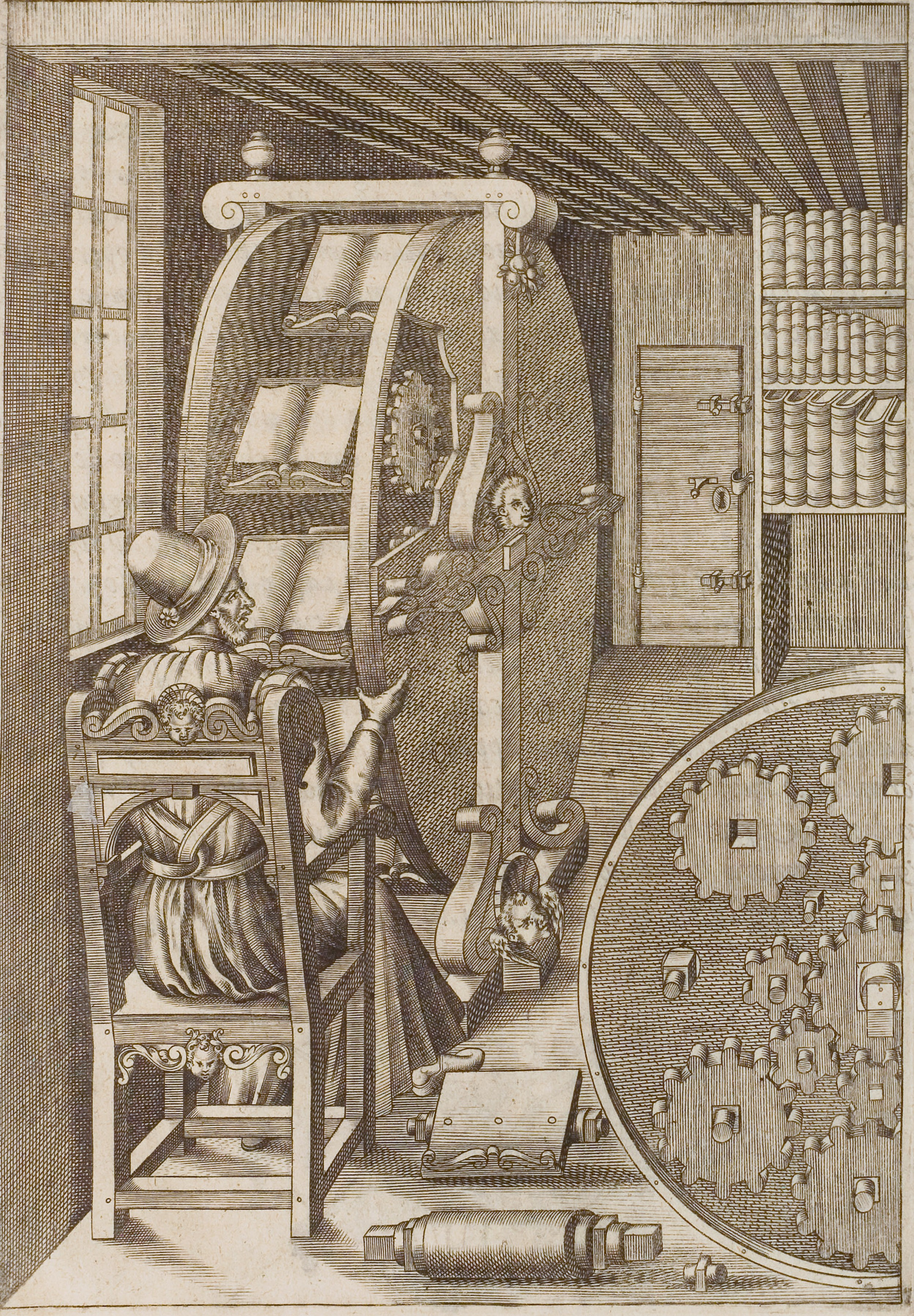
回転式書見台

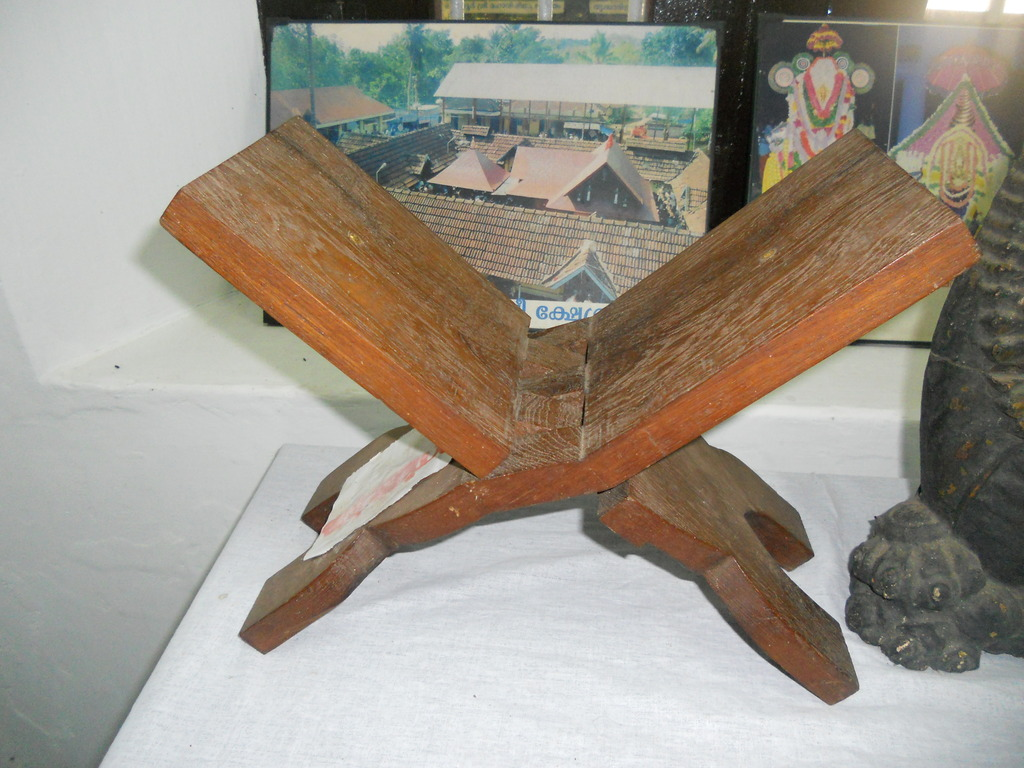
Rehal

見台（けんだい）は、書物を読んだり見たりするために用いる台。書見台（しょけんだい、英語: lectern, book stand, bookrest, bookholder (book holder)）。また邦楽など日本の伝統芸能において、台本や譜面を見るために使用する台。現在では、書物をおくものを書見台、邦楽で使用するものを見台と呼び分けている場合が多い。また仏具の一種。

## 邦楽における見台
邦楽で用いる見台の形態は多様である。見台の形によって演じられている邦楽の種類を知ることも可能である。
人形浄瑠璃の上演の際は、｢ことば｣｢うた｣｢せりふ｣を担当する義太夫の太夫の前に、蒔絵をほどこし太い房が垂れた豪華な見台がおかれる。太夫はその上に義太夫の台本である床本をおき、義太夫を語る。おなじ語り物系の常磐津の見台は朱塗りで太い足が3本、清元は黒塗りのシンプルなもの、また、長唄の上演時には唄のパートの人の前に足の部分が交差している白木の見台をおく。
このように、語り、唄の場合は上演の際に必ず見台を用いるのがしきたりとなっていることが多いが、邦楽器を演奏する際に譜面台として用いるのは、稽古の場合が主で、上演時に使用することは基本的にないといってよい。これは、邦楽においては楽器は暗譜、ことばのパートは本を見ながらという、西洋音楽とは逆の考え方があるからである。なお能楽の上演では、地謡、楽器の両者とも見台を使用しない。

## 落語における見台
落語でも見台が用いられることがあるが、これは上方落語に限る。上方落語では膝隠しとよばれる小さな衝立の裏に机状のものを置く場合がある。これを見台とよぶが、本を乗せるのではなく張扇や拍子木で叩いて、音をだすために用いる。講談ではこの役割をする台を「釈台」というが、かつては見台ともよんでいたようである。江戸落語では通常見台を用いないが、これは辻噺・大道芸としてうまれた上方落語に対し、江戸落語が座敷噺・屋内芸能として発展したきたという歴史の相違によるものと説明されることが多い。
東京エリアの寄席で見台が常備されていたのは2007年時点では国立演芸場と横浜にぎわい座だけであったが、2014年、兵庫県の知人から無償提供を受けた瀧川鯉朝が、新宿末廣亭・浅草演芸ホール・池袋演芸場に見台を寄贈している。また、落語協会には、桂吉朝（2005年死去）が生前に寄贈した見台がある。

## 仏教における見台
寺院または家庭の仏壇において、過去帳を乗せる台。各宗派で用いられる。
浄土真宗の場合、平時には過去帳は仏壇の引き出しの中に収めておくものであるため、見台は略式の仏具である。
しかし、命日を確認する際に便利であり、仏壇内の下段に見台を置き、過去帳を収めておくことも容認されている。